# Noiron-sur-Bèze
Noiron-sur-Bèze és un municipi francès, situat al departament de la Costa d'Or i a la regió de Borgonya - Franc Comtat. L'any 2007 tenia 223 habitants.

## Demografia

### Població
El 2007 la població de fet de Noiron-sur-Bèze era de 223 persones. Hi havia 88 famílies, de les quals 22 eren unipersonals (13 homes vivint sols i 9 dones vivint soles), 31 parelles sense fills, 26 parelles amb fills i 9 famílies monoparentals amb fills.
La població ha evolucionat segons el següent gràfic:
Habitants censats

### Habitatges
El 2007 hi havia 104 habitatges, 87 eren l'habitatge principal de la família, 11 eren segones residències i 6 estaven desocupats. 103 eren cases i 1 era un apartament. Dels 87 habitatges principals, 72 estaven ocupats pels seus propietaris, 12 estaven llogats i ocupats pels llogaters i 3 estaven cedits a títol gratuït; 2 tenien una cambra, 2 en tenien dues, 13 en tenien tres, 27 en tenien quatre i 43 en tenien cinc o més. 63 habitatges disposaven pel capbaix d'una plaça de pàrquing. A 38 habitatges hi havia un automòbil i a 43 n'hi havia dos o més.

### Piràmide de població
La piràmide de població per edats i sexe el 2009 era:
| Homes | Edats   | Dones |
| ----- | ------- | ----- |
| 0     | 95 o +  | 0     |
| 0     | 90 a 94 | 0     |
| 4     | 85 a 89 | 0     |
| 0     | 80 a 84 | 4     |
| 4     | 75 a 79 | 8     |
| 4     | 70 a 74 | 4     |
| 8     | 65 a 69 | 4     |
| 4     | 60 a 64 | 0     |
| 4     | 55 a 59 | 8     |
| 12    | 50 a 54 | 8     |
| 8     | 45 a 49 | 8     |
| 4     | 40 a 44 | 8     |
| 8     | 35 a 39 | 4     |
| 0     | 30 a 34 | 0     |
| 12    | 25 a 29 | 8     |
| 8     | 20 a 24 | 0     |
| 12    | 15 a 19 | 8     |
| 4     | 10 a 14 | 4     |
| 4     | 5 a 9   | 4     |
| 0     | 0 a 4   | 4     |

## Economia
El 2007 la població en edat de treballar era de 133 persones, 103 eren actives i 30 eren inactives. De les 103 persones actives 95 estaven ocupades (52 homes i 43 dones) i 7 estaven aturades (5 homes i 2 dones). De les 30 persones inactives 13 estaven jubilades, 7 estaven estudiant i 10 estaven classificades com a «altres inactius».

### Ingressos
El 2009 a Noiron-sur-Bèze hi havia 84 unitats fiscals que integraven 226,5 persones, la mediana anual d'ingressos fiscals per persona era de 18.466 €.

### Activitats econòmiques
Dels 5 establiments que hi havia el 2007, 1 era d'una empresa de construcció, 2 d'empreses de comerç i reparació d'automòbils i 2 d'empreses de serveis.
L'únic servei als particulars que hi havia el 2009 era un guixaire pintor.
L'any 2000 a Noiron-sur-Bèze hi havia 8 explotacions agrícoles que ocupaven un total de 1.720 hectàrees.

## Poblacions més properes
El següent diagrama mostra les poblacions més properes.